# الاثنين الأزرق
الاثنين الأزرق  او الاثنين الكئيب (بالإنجليزية:Blue Monday) يطلق على الاثنين المفروض أن يكون اليم الأكثر كآبة من أيام السنة. ويطلق على الاثنين الثالث من شهر يناير (كانون الثاني) كل سنة.
الاثنين الأزرق هو اسم الاثنين الذي يلي يوم التأكيد. الاثنين الأزرق ليس يوم عطلة إلزامي للمؤكدين، لكن العديد من المدارس تحافظ على هذا التقليد القديم.
يبدو أن مفهوم "الاثنين الأزرق" قد تم استعارته من الألمانية، حيث يُعرف باسم "Blauer Montag"، وهو جزء من تقاليد نقابات الحرفيين. يعتقد البعض أن هذا المصطلح نشأ في سياق عمل صباغي الأقمشة، حيث كانوا يأخذون يوم الاثنين عطلة عندما كانوا يستخدمون نبات "الوسمة" لصبغ الملابس باللون الأزرق (الأزرق النيلي، وهو نفس اللون المستخدم في الجينز). إذا استخدموا هذا النبات لصبغ الملابس يوم الأحد، كان يجب أن تُعلق الأقمشة لتجف طوال يوم الاثنين حتى تتأكسد الصبغة وتصبح غير قابلة للذوبان في الماء، وبالتالي كان بإمكان الصباغين أخذ عطلة. في الألمانية، يستخدم مصطلح "الاثنين الأزرق" للإشارة إلى يوم الهروب من العمل أو الكسل. وبالنسبة لصباغة الأقمشة باستخدام الوسمة والنيلي، هناك امتداد لما يعرف بـ "Potteblau"، حيث كان يستخدم البول المخمر، ويفضل أن يكون من رجال ثملين، مما أدى إلى القول الشائع "المال لا رائحة له". فبينما كان الناس يدفعون مقابل التبول في المراحيض العامة، كان يتم استخدام البول في معامل الصباغة لصبغ الأقمشة باللون الأزرق، حيث يجب أن تتم الصباغة في بيئة خالية من الأكسجين.
تم لاحقًا استخدام هذا التعبير للإشارة إلى عطلة المؤكدين بعد التأكيد؛ كيفية انتقال هذا التعبير من تقاليد الحرف اليدوية الألمانية إلى التأكيد غير واضحة، لكن ربما لأنه كان يقال إن المؤكدين كانوا "في الهواء الطلق" في ذلك اليوم، أو ربما كان هناك انتقال من التعبير الألماني blau sein، الذي يعني "أن تكون أزرق"، ويستخدم كناية عن السكر.
المفهوم يأتي من المناطق الكاثوليكية وكان يُستخدم في السابق فقط للإشارة إلى "الاثنين قبل الصوم الكبير"، الذي كان اليوم الوحيد في السنة الذي يحصل فيه الحرفيون على عطلة؛ وإلا كانوا يعملون 6 أيام في الأسبوع. في هذا اليوم كان يتم الاحتفال بشكل كبير. في اليوم التالي، كانت تُغطى مذابح الكنائس والصور بأقمشة زرقاء بنفسجية، بحيث لا تصوم الأجساد فقط خلال فترة الصوم، بل تصوم أيضًا العيون، إذ لم يكن يُسمح لها بمشاهدة أي شيء جميل.
عادةً ما يذهب المؤكدون في رحلة معًا ويستمتعون ببقية اليوم.
في الإنجليزية، يُستخدم مصطلح "Blue Monday" أيضًا للإشارة إلى حالة العمال أو الحرفيين الذين استهلكوا كمية كبيرة من الكحول خلال عطلة نهاية الأسبوع لدرجة أنهم لم يتمكنوا من الذهاب إلى العمل صباح يوم الاثنين. يرجع الاسم على الأرجح إلى أن "blue" في الإنجليزية يعد مرادفًا للشعور بالكآبة.
أول من استعمل مصطلح الاثنين الكئيب هو العالم النفساني الإنجليزي Cliff Arnall كليف أرنال سنة 2005.

## تواريخ الاثنين الكئيب
- 2005: 24 يناير
- 2006: 23 يناير
- 2007: 22 يناير
- 2008: 21 يناير
- 2009: 19 يناير
- 2010: 18 يناير
- 2011: 17 يناير
- 2012: 23 يناير
- 2013: 21 يناير
- 2014: 20 يناير
- 2015: 19 يناير
- 2016: 25 يناير
- 2017: 23 يناير
- 2018: 15 يناير
- 2019: 21 يناير
- 2020: 20 يناير
- 2021: 21 يناير
- 2022: 17 يناير
- 2023: 16 يناير
- 2024: 15 يناير

## وصلات خارجية
- ا
- ا